# Осада Антверпена (1832)
Осада Антверпена (нид. Beleg van Antwerpen) — сражение между французскими и бельгийскими войсками и армией Нидерландов, происходившее в ноябре-декабре 1832 года после Бельгийской революции.
По заключённому 12 августа 1830 года перемирию нидерландские войска выводились из Бельгии. Однако нидерландские войска продолжали занимать цитадель Антверпена.
По просьбе бельгийского короля Леопольда на основании трактата 15 ноября 1831 года Франция и Великобритания решились принудить войска генерала Шассе, засевшего в крепости с 5 617 солдатами и офицерами и 145 орудиями, сдать её Бельгии. С этой целью французская армия в 66 450 человек и 14 300 лошадей с 72 полевыми и 80 осадными орудиями 15 ноября 1832 года перешла бельгийскую границу, 20 ноября подступила к Антверпену и, расположив посты свои по обеим берегам Шельды, отрезала всякое сообщение цитадели. Главное начальство над этой армией принадлежало маршалу Жерару; осадой крепости и 2 фортов, расположенных по обоим берегам Шельды, руководил генерал Нэгр. Во время осады французская армия значительно усилилась ещё бельгийскими артиллерийскими и инженерными частями, а также и орудиями, так что число тяжелых орудий достигло 147.
В ночь с 29 на 30 ноября постройка траншей была окончена. Генералу Шассе было дважды предложено сдать цитадель, но безуспешно. Он даже заявил, что он не будет признавать нейтралитета города, если французы будут обстреливать цитадель с городской крепости, то есть с форта Монтебелло. Тем не менее, французы решились стрелять и с форта Монтебелло. Шассе же угрозы своей в исполнение не привел, так как ему заявили, что нидерландское правительство должно будет возместить все убытки, которые он причинит городу.
Под руководством генерала Аксо французы развили постепенную атаку по всем правилам искусства. Первая параллель была заложена в 300 метрах от люнета Сан-Лоран и в 450 метрах от гласиса бастиона II. Одновременно приступили к постройке, частью впереди, частью сзади параллелей, 12 батарей, из них 4 демонтирных, 6 рикошетных и 2 мортирных. К 3 декабря уже была заложена 2-я параллель в 320 метрах от бастиона II, артиллерия же открыла огонь только 4 декабря. Участие приняли 43 пушки, 20 гаубиц и 21 мортира. Крепостная артиллерия отвечала энергично, и успешно. Когда 6 декабря обороняющиеся заняли пехотой и кегорновыми мортирками прикрытый путь, после того как атакующие прекратил его рикошетировать, дальнейшие саперные работы были до крайности затруднены.
Явилась настоятельная надобность вырвать у противника хотя один из люнетов. Выбор остановился на Сан-Лоран. Штурм мог состояться только 14 декабря, после того, как тремя минными горнами была обрушена эскарповая стена. Штурм увенчался успехом, так как слабый гарнизон люнета неоднократно прятался в казематы, спасаясь от навесного огня.
Тем временем атакующие энергично вели подступы к бастиону II, и вечером 11 декабря, несмотря на то, что вследствие сильного огня до 12 раз пришлось саперам устанавливать разбиваемые туры, у подошвы гласиса была заложена 4-я параллель, а в ночь на 13 декабря началось венчание гребня. Здесь с 16 по 21 декабря, под сильнейшим огнем и с большими потерями, удалось соорудить и вооружить брешь-батарею и контр-батарею (6 24-фунтовых пушек) и открыть огонь, поддержанный 130 орудиями прочих батарей. Через 23 часа, после 1688 выстрелов эскарповая стена обрушилась на ширину 24 метра. Наконец, 23 декабря Шассе, устрашённый и брешью и готовыми уже 3 спусками в ров, вступил в переговоры и сдал цитадель. Атакующие сделали за время осады 68 000 выстрелов, обороняющиеся — 42 000. Нидерландцы сдали цитадель тогда только, когда в ней остались одни развалины. Церковь, лазарет, казармы, магазины — всё было разрушено бомбами или истреблено пожаром. Гарнизон и сам комендант жили все время в тесных сырых казармах; к концу осады у них вовсе не оставалось воды, годной для питья.
24 декабря французы заняли цитадель. 31 декабря цитадель с фортами (Bunght, Zwyndrecht и Austroweel) была передана в руки бельгийцев; нидерландское же войско было уведено во Францию в качестве заложников очищения фортов Лилльо и Лифгенсгоек.